# NGC 5392
NGC 5392 est une galaxie lenticulaire située dans la constellation de la Vierge. Sa vitesse par rapport au fond diffus cosmologique est de 7 614 ± 31 km/s, ce qui correspond à une distance de Hubble de 112,3 ± 7,9 Mpc (∼366 millions d'al). NGC 5392 a été découvert par l'astronome allemand William Herschel en 1787.
Selon la base de données Simbad, NGC 5392 est une radiogalaxie.